# Franz Xaver Zahnbrecher
Franz Xaver Zahnbrecher (* 23. November 1882 in Aich, damals Bezirksamt Laufen; † 25. September 1935 in München-Johanneskirchen) war ein deutscher Politiker und von 1919 bis 1924 Abgeordneter des Bayerischen Landtags.

## Leben
Zahnbrecher war das elfte Kind der Aicherbauern Johann und Rosalie Zahnbrecher. Nach Besuch der Volksschule in Otting kam er auf das Dom-Gymnasium Freising, an dem er 1902 das Abitur ablegte. Anschließend studierte er an der Ludwig-Maximilians-Universität München Theologie, Geschichte und Staatswissenschaften und schloss das Studium 1906 mit der Promotion zum Dr. phil. ab. Das Zweitstudium der Wirtschaftswissenschaft beendete er mit der Promotion zum Dr. oec. publ. Während der Zweitstudiums arbeitete er nebenher als Zentralsekretär der Bauernvereine. Von 1907 bis 1908 war er Verbandssekretär des Bayerischen Landesverbands landwirtschaftlicher Darlehenskassen. Am 19. Juni 1911 schloss er im Salzburger Dom die Ehe mit Stefanie Edelbauer; aus der Ehe gingen drei Kinder hervor. Von 1911 bis 1914 war er Syndikus des Verbands der bayerischen Metallindustrie Nürnberg-Fürth. Am Ersten Weltkrieg nahm Zahnbrecher als Kriegsfreiwilliger teil.
Nach Kriegsende saß er, mittlerweile nach Johanneskirchen übergesiedelt, ab 1919 als Abgeordneter der Bayerischen Volkspartei für die Stimmkreise Berchtesgaden - Laufen, Traunstein – Prien im Bayerischen Landtag, dem er bis 1924 angehörte. Während seiner Abgeordnetentätigkeit war er Schriftleiter verschiedener agrarischer Zeitschriften. Nach Ausscheiden aus dem Landtag zog er sich aus der Politik zurück und wandte sich der Gründung von Siedlungen zu, insbesondere der als „Zahnbrecher-Siedlung“ bekannten Siedlung München-Johanneskirchen, die mit einigen Schwierigkeiten verbunden war.
Zahnbrecher wurde 1934 als „Schutzhäftling“ im KZ Dachau festgehalten, aber im August 1934 wieder freigelassen. Am 25. September 1935 ist er bei einem Gespräch mit einem Siedler tot zusammengebrochen.

## Veröffentlichungen
- Das bayerische Torfwirtschaftsgesetz vom 25. Febr. 1920 [Gesetz über Torfwirtschaft], München 1920

- weitere Veröffentlichungen in der Deutschen Nationalbibliothek (DNB) nachgewiesen -

## Würdigung
Seit 1984 erinnert der Zahnbrecherweg im 13. Münchner Stadtbezirk an Franz Xaver Zahnbrecher.